# Patinação artística na Universíada de Inverno de 2003 - Individual feminino
A competição individual feminino da patinação artística na Universíada de Inverno de 2003 foi realizada em Tarvisio, Itália.

## Medalhistas
| Ouro   | JPN Shizuka Arakawa |
| Prata  | USA Angela Lien     |
| Bronze | CAN Lesley Hawker   |

## Resultados

### Geral
| Pos.              | Nome                 | Nacionalidade       | Pontos | PC | PL |
| ----------------- | -------------------- | ------------------- | ------ | -- | -- |
| Medalha de ouro   | Shizuka Arakawa      | Japão               | 1.5    | 1  | 1  |
| Medalha de prata  | Angela Lien          | Estados Unidos      | 5.0    | 2  | 4  |
| Medalha de bronze | Lesley Hawker        | Canadá              | 7.0    | 8  | 3  |
| 4                 | Chisato Shiina       | Japão               | 7.5    | 5  | 5  |
| 5                 | Tatiana Basova       | Rússia              | 8.5    | 13 | 2  |
| 6                 | Joanne Carter        | Austrália           | 9.0    | 4  | 7  |
| 7                 | Leah Hepner          | Canadá              | 10.5   | 9  | 6  |
| 8                 | Nadine Gosselin      | Canadá              | 11.0   | 6  | 8  |
| 9                 | Anna Agapova         | Rússia              | 13.0   | 6  | 10 |
| 10                | Irina Bouloucheva    | Rússia              | 13.0   | 2  | 12 |
| 11                | Miia Marttinen       | Finlândia           | 18.0   | 14 | 11 |
| 12                | Dorothee Derroitte   | Bélgica             | 18.0   | 10 | 13 |
| 13                | Kanako Sato          | Japão               | 20.0   | 22 | 9  |
| 14                | Choi Young-eun       | Coreia do Sul       | 20.0   | 12 | 14 |
| 15                | Anneli Servin        | Suécia              | 24.5   | 11 | 19 |
| 16                | Cho Hae-lyeum        | Coreia do Sul       | 25.0   | 20 | 15 |
| 17                | Silvia Koncokova     | Eslováquia          | 25.0   | 18 | 16 |
| 18                | Anni Luftensteiner   | Áustria             | 25.5   | 17 | 17 |
| 19                | Lee Chu-hong         | Coreia do Sul       | 25.5   | 15 | 18 |
| 20                | Alenka Zidar         | Eslovênia           | 28.0   | 16 | 20 |
| 21                | Malin Hållberg-Leuf  | Suécia              | 30.5   | 19 | 21 |
| 22                | Liina-Grete Lilender | Estônia             | 32.5   | 21 | 22 |
| 23                | Lea Norma Bottacini  | Itália              | 35.0   | 24 | 23 |
| 24                | Anja Beslic          | Eslovênia           | 36.5   | 25 | 24 |
| 25                | Erika Burkia         | Itália              | 37.5   | 23 | 26 |
| 26                | Sarka Kvarcakova     | República Tcheca    | 38.0   | 26 | 25 |
| WD                | Ksenija Jastsenjski  | Sérvia e Montenegro | —      | WD |    |

Legenda
| Recorde mundial      | Recorde mundial (World record)               |                       | Recorde africano                      | Recorde africano (African) |                                           | Q | Classificado por posição (Qualified) |
| Recorde olímpico     | Recorde olímpico (Olympic record)            | Recorde da América    | Recorde da América (Americas)         | q                          | Classificado por melhor tempo (Qualified) |   |                                      |
| Melhor marca do ano  | Melhor marca do ano (World leading)          | Recorde asiático      | Recorde asiático (Asian)              | DNS                        | Não largou (Did not start)                |   |                                      |
| Recorde nacional     | Recorde nacional (National record)           | Recorde europeu       | Recorde europeu (European)            | DNF                        | Não terminou (Did not finish)             |   |                                      |
| Recorde pessoal      | Recorde pessoal do atleta (Personal best)    | Recorde da Oceania    | Recorde da Oceania (Oceania)          | DSQ / DQ                   | Desclassificado (Disqualified)            |   |                                      |
| Recorde da temporada | Recorde da temporada do atleta (Season best) | Recorde sul-americano | Recorde sul-americano (South America) | NM                         | Sem marca (No mark)                       |   |                                      |